# Can't Help Myself
"Can't Help Myself" é um single do álbum Dreams, lançado pelo projeto de eurodance 2 Brothers on the 4th Floor em 1990. A canção foi escrita por Da Smooth Baron MC e Dancability, e foi produzida por 2 Brothers on the 4th Floor. Os raps são feitos por Da Smooth Baron MC (Peter Baburek) e os vocais são de Peggy "The Duchess". Essa é a ultima canção a conter a participação de Peggy "The Duchess".
A canção obteve sucesso nos Países Baixos, onde conseguiu entrar no Top 10 da parada musical do país, na posição #6. Esse foi o único de single de 2 Brothers on the 4th Floor que entrou em alguma parada dos Estados Unidos, a parada de músicas dance, onde chegou a posição #6.

## Faixas
CD Maxi-Single
| N.º | Título                                   | Duração |  |
| 1.  | "Can't Help Myself" (Radio Edit)         | 3:58    |  |
| 2.  | "Can't Help Myself" (Extended Radio Mix) | 5:16    |  |
| 3.  | "Can't Help Myself" (Club Mix)           | 5:41    |  |
| 4.  | "Can't Help Myself" (Acapella)           | 0:33    |  |
| 5.  | "4th Floor Theme"                        | 3:39    |  |

## Desempenho nas paradas musicais
| Parada musical (1991)                               | Melhor posição |
| --------------------------------------------------- | -------------- |
| Alemanha (Germany Top 100 Singles)                  | 32             |
| Estados Unidos (Hot Dance Music/Club Play)          | 6              |
| Estados Unidos (Hot Dance Music/Maxi-Singles Sales) | 4              |
| Países Baixos (MegaCharts)                          | 6              |